# アワッサ
アワッサ（アムハラ語: አዋሳ　ラテン文字 :Hawassa, Awassa, Awasa）はエチオピアのシダマ州の都市。シダマ州の州都。
市の面積は157.21平方キロメートル、2015年の人口は41万7,368人。

## 歴史
1978年、シダモ州の州都になった。
1994年9月だけで、シダマ解放運動(SLM)の団員が194人逮捕された。
1995年、南部諸民族州が設置され、州都が置かれた。
2002年3月24日、政府軍は38人の農民を殺害した。
州都をアワッサから他の都市に移動し、アワッサをディレ・ダワと同様の自治区にする計画に反対した為とアディス・トリビューンは報道した。
これに対し、それまで州都を支配していたシダマ人は3000人級のデモを行った。
警察が出動し、デモを違法とし、参加者に発砲した。
人権監視団は25人のデモ参加者が殺害され、その内12人が子供だったと伝えた。
また、26人が負傷した。
2007年12月18日、南部諸民族州政府は州都をアレタ・ウェンドに遷す決定を発表。しかし2019年時点でも遷都はされていない。
2019年11月20日、州設立を問う住民投票が実施される。結果は賛成多数となり、州設立が決定した。2020年6月18日、シダマ州の一部として南部諸民族州から分離。アワッサはシダマ州の州都に定められたが、南部諸民族州政府も移転するまでの間アワッサに残ることとなった。

## 地理
大地溝帯のアワッサ湖の東岸に位置する。
首都アディスアベバの285km南、ソドの130km東、ディラ (エチオピア)の75km北に位置する。

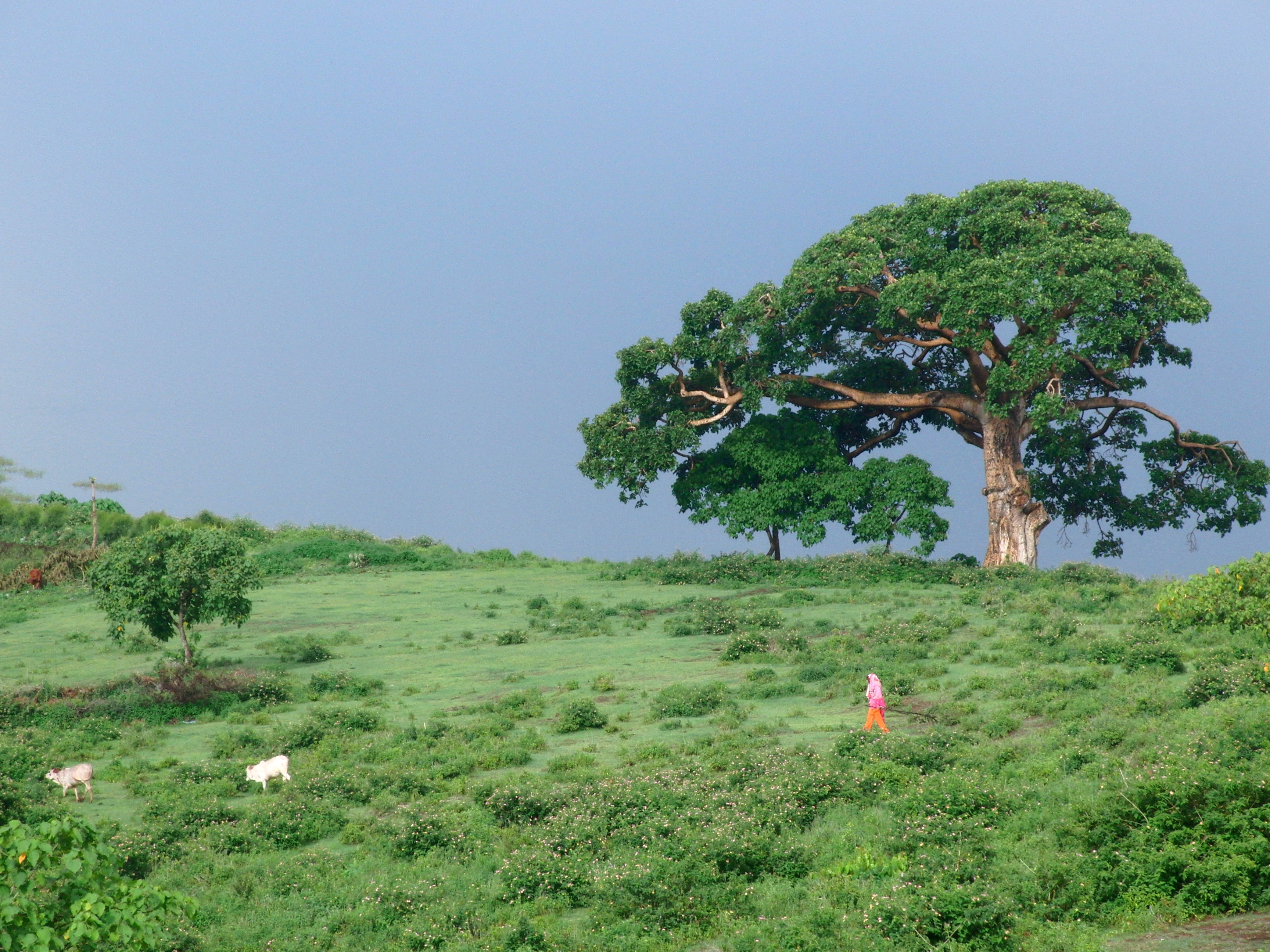
アワッサ丘陵の上の家畜を連れた女性

## 教育
- アワッサ大学（英語版）：1999年開校
- アワッサ再臨待望大学
- アフリカ・ベザ大学（英語版）

## 交通
- アワッサ空港（英語版）：1988年開港[10]
- アフリカ4号道路(カイロ～ケープタウン)

## 宗教

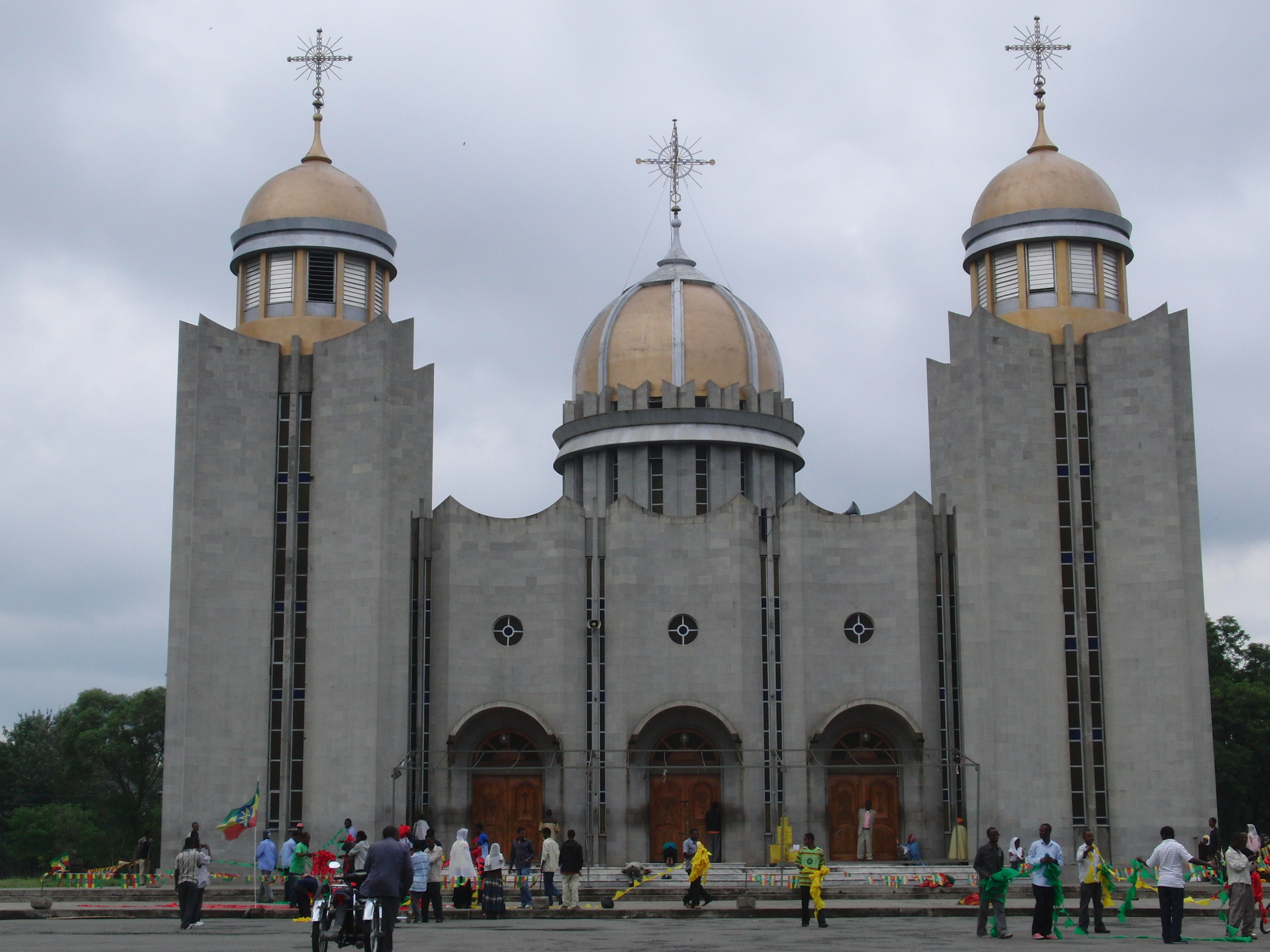
聖ガブリエル教会

- 聖ガブリエル教会

## 経済
- 漁業

## 人口
- 1984年5月9日：3万6169人
- 1994年10月11日：6万9169人(男性：3万5029人、女性：3万4140人)
- 2007年5月28日：15万7139人
- 2015年7月1日：30万100人[11]

アワッサ市の人口は25万9,803人（2007年5月28日）、41万7,368人（2015年7月1日）。

## 民族
- シダマ人（英語版）：48.67%
- アムハラ人：15.43%
- ウォライタ人（英語版）：13.9%
- オロモ人：5.21%
- グラゲ人：4.33%
- その他：12.46%

## 言語
- シダモ語：47.97%
- アムハラ語：31.01%
- ウォライタ語：9.58%
- オロモ語：2.07%
- その他：9.37%

## 宗教
- プロテスタント：59.71%
- エチオピア正教：26.99%
- イスラム教：8.14%
- カトリック：3.78%[12]

## スポーツ
- アワッサ・ケネマ競技場（英語版）

## 気候
| アワッサ(1981年～2010年)の気候               | アワッサ(1981年～2010年)の気候 | アワッサ(1981年～2010年)の気候 | アワッサ(1981年～2010年)の気候 | アワッサ(1981年～2010年)の気候 | アワッサ(1981年～2010年)の気候 | アワッサ(1981年～2010年)の気候 | アワッサ(1981年～2010年)の気候 | アワッサ(1981年～2010年)の気候 | アワッサ(1981年～2010年)の気候 | アワッサ(1981年～2010年)の気候 | アワッサ(1981年～2010年)の気候 | アワッサ(1981年～2010年)の気候 | アワッサ(1981年～2010年)の気候 |
| 月                                           | 1月                            | 2月                            | 3月                            | 4月                            | 5月                            | 6月                            | 7月                            | 8月                            | 9月                            | 10月                           | 11月                           | 12月                           | 年                             |
| -------------------------------------------- | ------------------------------ | ------------------------------ | ------------------------------ | ------------------------------ | ------------------------------ | ------------------------------ | ------------------------------ | ------------------------------ | ------------------------------ | ------------------------------ | ------------------------------ | ------------------------------ | ------------------------------ |
| 最高気温記録 °C （°F）                       | 32 (90)                        | 33 (91)                        | 33 (91)                        | 33 (91)                        | 31 (88)                        | 30 (86)                        | 28 (82)                        | 29 (84)                        | 29 (84)                        | 30 (86)                        | 31 (88)                        | 31 (88)                        | 33 (91)                        |
| 平均最高気温 °C （°F）                       | 29 (84)                        | 30 (86)                        | 30 (86)                        | 28 (82)                        | 27 (81)                        | 26 (79)                        | 24 (75)                        | 25 (77)                        | 25 (77)                        | 27 (81)                        | 28 (82)                        | 28 (82)                        | 27.3 (81)                      |
| 平均最低気温 °C （°F）                       | 11 (52)                        | 12 (54)                        | 13 (55)                        | 14 (57)                        | 14 (57)                        | 14 (57)                        | 14 (57)                        | 14 (57)                        | 13 (55)                        | 12 (54)                        | 10 (50)                        | 10 (50)                        | 12.6 (54.6)                    |
| 最低気温記録 °C （°F）                       | 0 (32)                         | 3 (37)                         | 5 (41)                         | 6 (43)                         | 9 (48)                         | 8 (46)                         | 7 (45)                         | 7 (45)                         | 7 (45)                         | 3 (37)                         | 0 (32)                         | −2 (28)                        | −2 (28)                        |
| 雨量 mm （inch）                             | 29 (1.14)                      | 44 (1.73)                      | 100 (3.94)                     | 147 (5.79)                     | 133 (5.24)                     | 99 (3.9)                       | 128 (5.04)                     | 125 (4.92)                     | 140 (5.51)                     | 92 (3.62)                      | 30 (1.18)                      | 24 (0.94)                      | 1,091 (42.95)                  |
| 平均降雨日数 （≥0.1 mm）                     | 5                              | 8                              | 16                             | 16                             | 16                             | 15                             | 19                             | 20                             | 22                             | 14                             | 5                              | 4                              | 160                            |
| 出典1：World Meteorological Organization     |                                |                                |                                |                                |                                |                                |                                |                                |                                |                                |                                |                                |                                |
| 出典2：National Meteorology Agency (records) |                                |                                |                                |                                |                                |                                |                                |                                |                                |                                |                                |                                |                                |